# Lucas Valley-Marinwood
Lucas Valley-Marinwood – jednostka osadnicza w Stanach Zjednoczonych, w stanie Kalifornia, w hrabstwie Marin.